# Paul Greengrass
Paul Greengrass est un journaliste, réalisateur, scénariste et producteur de cinéma britannique né le 13 août 1955 à Cheam en Angleterre.

## Biographie

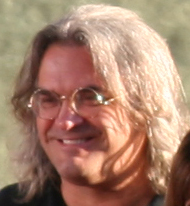
Paul Greengrass à la première de La Vengeance dans la peau au Cinerama Dome de Hollywood en 2007

Sa mère était enseignante et son père marin. Son frère, Mark Greengrass est devenu un historien reconnu.
Après des études universitaires à Cambridge, Paul Greengrass devient journaliste. Il travaille pour la télévision et s'intéresse aux mouvements séparatistes irlandais.
Il est surtout connu pour avoir réalisé La Mort dans la peau et La Vengeance dans la peau, respectivement deuxième et troisième chapitre de la franchise Jason Bourne initiée par Doug Liman.
Ces blockbusters lui permettent d'accéder à une reconnaissance critique et commerciale internationale. Parallèlement, il s'investit dans des projets politiques et engagés, dans la veine du drame Bloody Sunday qui l'avait révélé en 2002, et relatait les évènements tragiques homonymes survenus à Derry le dimanche 30 janvier 1972. C'est sur ce film - son quatrième en tant que réalisateur - qu'il pose les bases de son style cinématographique, inspiré des  documentaires dramatiques minutieusement tissés par l'« effet réalité » ressenti par le spectateur lors de la projection.
En 2006, il signe ainsi Vol 93 qui raconte les évènements survenus sur le vol United Airlines 93, lors des attentats du 11 septembre 2001, puis retrouve en 2010 l'acteur Matt Damon dans le thriller géopolitique d'action Green Zone. Cette co-production internationale est basée sur le récit du journaliste Rajiv Chandrasekaran, intitulé Life in the Emerald City, et racontant son expérience en 2003, dans la zone verte de Baghdad, en Iraq. Mais le film divise la critique, et déçoit commercialement.
En 2012, il met en scène l'acteur Tom Hanks dans le drame Capitaine Phillips, là encore basé sur des faits réels : la prise d'otages du Maersk Alabama. Le film est un énorme succès critique et commercial, et reçoit six nominations à l'Oscar en 2013.
En 2016, il revient à la tête de la saga qui l'a rendu célèbre pour un cinquième chapitre (après un film dérivé écrit et réalisé par le scénariste des premiers opus, Tony Gilroy, et centré sur un nouveau personnage interprété par Jeremy Renner). Pour cette nouvelle aventure, Matt Damon reprend son rôle, et participe à l'écriture et à la production aux côtés du cinéaste.
En 2018, son film Un 22 juillet, sélectionné à la Mostra de Venise, revient sur les attentats d'Oslo et d'Utøya de 2011.
Il s'essaie ensuite au western avec La Mission, d'après un roman de Paulette Jiles. Il y dirige à nouveau Tom Hanks. Il réalise ensuite The Lost Bus, un film se déroulant lors du terrible Camp Fire de 2018. Il y dirige Matthew McConaughey. Le film sortira courant 2025 sur Apple TV+.

## Filmographie

### Réalisateur

#### Cinéma
- 1989 : Resurrected
- 1998 : Envole-moi (The Theory of Flight)
- 2002 : Bloody Sunday
- 2004 : La Mort dans la peau (The Bourne Supremacy)
- 2006 : Vol 93 (United 93)
- 2007 : La Vengeance dans la peau (The Bourne Ultimatum)
- 2009 : Green Zone
- 2013 : Capitaine Phillips (Captain Phillips)
- 2016 : Jason Bourne
- 2018 : Un 22 juillet (22 July)
- 2020 : La Mission (News of the World)
- 2025 : The Lost Bus

Prochainement
- 2026 : The Rage

#### Télévision
- 1993 : When the Lies Run Out
- 1994 : Open Fire
- 1995 : Kavanagh (Kavanagh Q.C.) (série télévisée) - saison 1, épisode 4
- 1996 : The One That Got Away
- 1997 : The Fix
- 1999 : The Murder of Stephen Lawrence inspiré d'un fait réel

### Scénariste
- 1994 : Open Fire (TV)
- 1996 : The One That Got Away (TV)
- 1997 : The Fix (TV)
- 1999 : The Murder of Stephen Lawrence (TV)
- 2002 : Bloody Sunday
- 2004 : Omagh (TV)
- 2006 : Vol 93 (United 93)
- 2016 : Jason Bourne
- 2020 : La Mission (News of the World) de Paul Greengrass

### Producteur
- 2004 : Omagh (TV)
- 2006 : Vol 93 (United 93)

## Distinctions
- 1989 : Festival international du film de Berlin - prix de Otto Dibelius Film et OCIC pour Resurrected
- 1999 : Festival international du film de Bruxelles - Meilleur film européen pour Envole-moi
- 2000 : BAFTA Awards - Meilleur épisode dramatique pour The Murder of Stephen Lawrence
- 2002 : Festival du film de Sundance - Prix du public pour Bloody Sunday
- 2002 : Motovun Film Festival - Elice de Motovun pour Bloody Sunday
- 2002 : Jerusalem Film Festival - Meilleur long métrage pour Bloody Sunday
- 2002 : Fantasporto - prix du jury du public et prix de la semaine des réalisateurs pour Bloody Sunday
- 2002 : Festival du film britannique de Dinard - Hitchcock d'or pour Bloody Sunday
- 2002 : British Independent Film Awards - meilleur réalisateur pour Bloody Sunday
- 2002 : Festival international du film de Berlin - Ours d'or et prix du jury œcuménique pour Bloody Sunday
- 2003 : IFTA Awards - Meilleur scénario et film pour Bloody Sunday
- 2004 : Festival de San Sebastián - Meilleur scénario et Meilleur film européen pour Omagh
- 2005 : BAFTA Awards - Meilleur épisode dramatique pour Omagh
- 2006 : San Francisco Film Critics Circle - Meilleur réalisateur pour Vol 93
- 2006 : Kansas City Film Critics Circle Awards - Meilleur réalisateur pour United 93
- 2006 : Los Angeles Film Critics Association Awards - Meilleur réalisateur pour United 93
- 2007 : National Society of Film Critics Awards, États-Unis - Meilleur réalisateur pour United 93
- 2007 : London Critics Circle Film Awards - Production Anglaise de l'année et Directeur de l'année pour United 93
- 2007 : Kansas City Film Critics Circle Awards - Meilleur réalisateur pour United 93
- 2007 : Evening Standard British Film Awards - Meilleur film pour United 93
- 2007 : BAFTA Awards - prix David Lean pour la réalisation  pour United 93